# Starý Vestec
Starý Vestec (deutsch Alt Westetz) ist eine Gemeinde in Tschechien. Sie liegt sieben Kilometer südlich von Lysá nad Labem und gehört zum Okres Nymburk.

## Geographie
Starý Vestec befindet sich am Kounický potok auf der Böhmischen Tafel. Südöstlich des Dorfes erhebt sich der Hügel Břístevská hůra (240 m), im Westen der Rabakov (202 m) und nördlich die Přerovská hůra (236 m) und Semická hůra (231 m). Südlich führt die Autobahn D 11/E 67 vorbei, Starý Vestec liegt direkt an der Abfahrt 18 Bříství.
Nachbarorte sind Nový Přerov im Norden, Semice und Kersko im Nordosten, Velenka im Osten, Chrást und Horky im Südosten, Bříství im Süden, Nový Dvůr im Südwesten, Starý Dvůr, Mochov und Přerovská Obora im Westen sowie Přerov nad Labem im Nordwesten.

## Geschichte

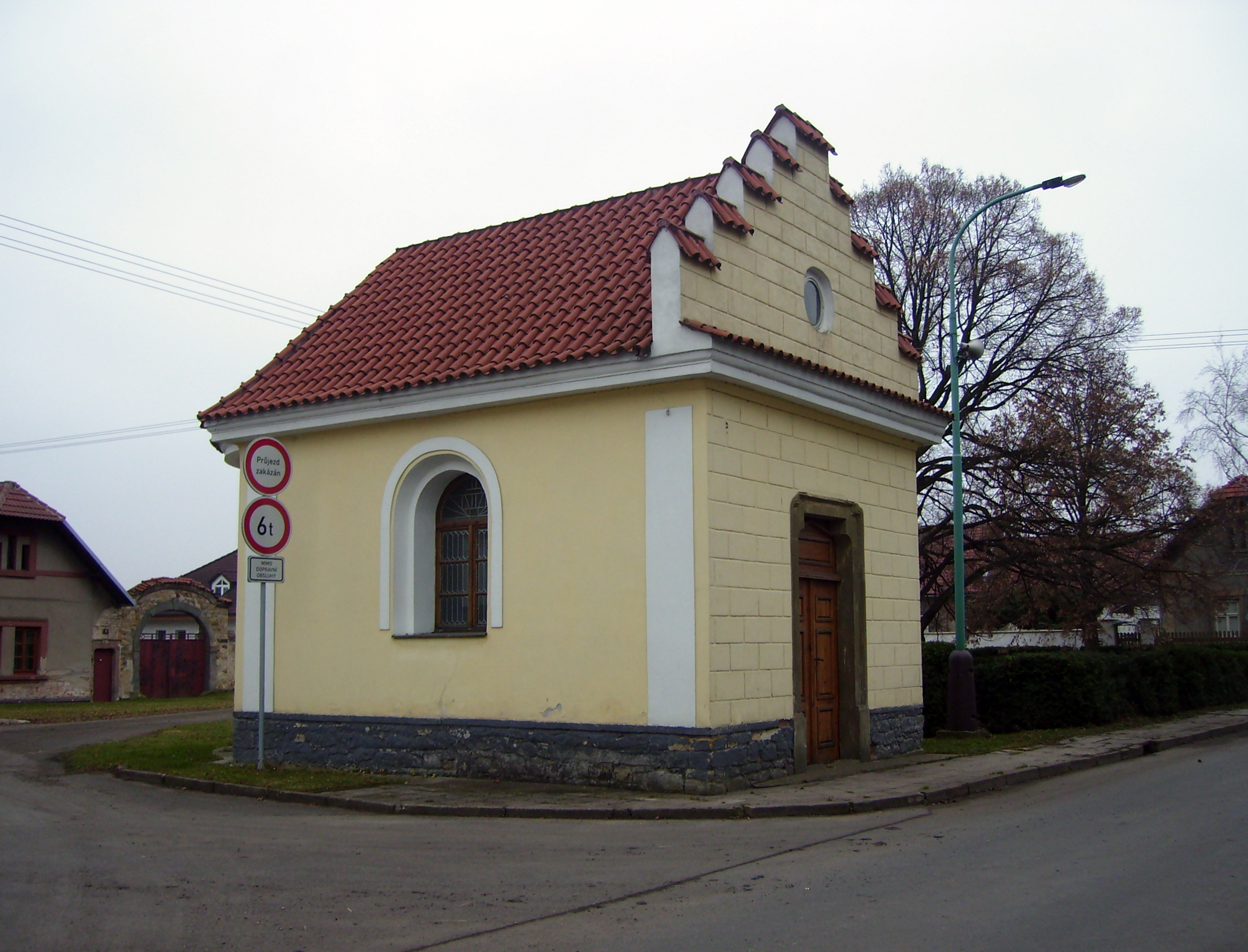
Kapelle des hl. Wenzel

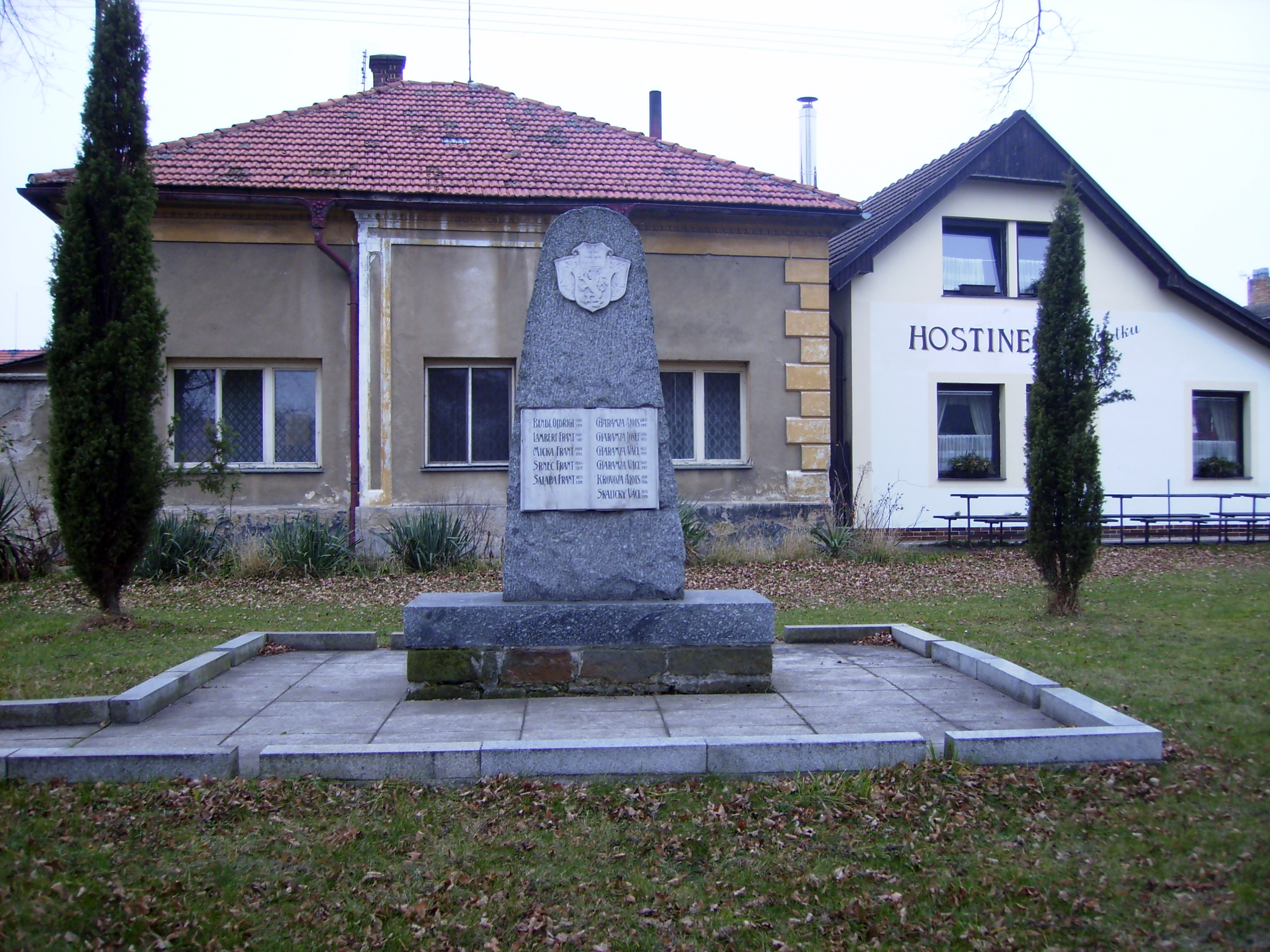
Gedenkstein für die Gefallenen des Ersten Weltkrieges

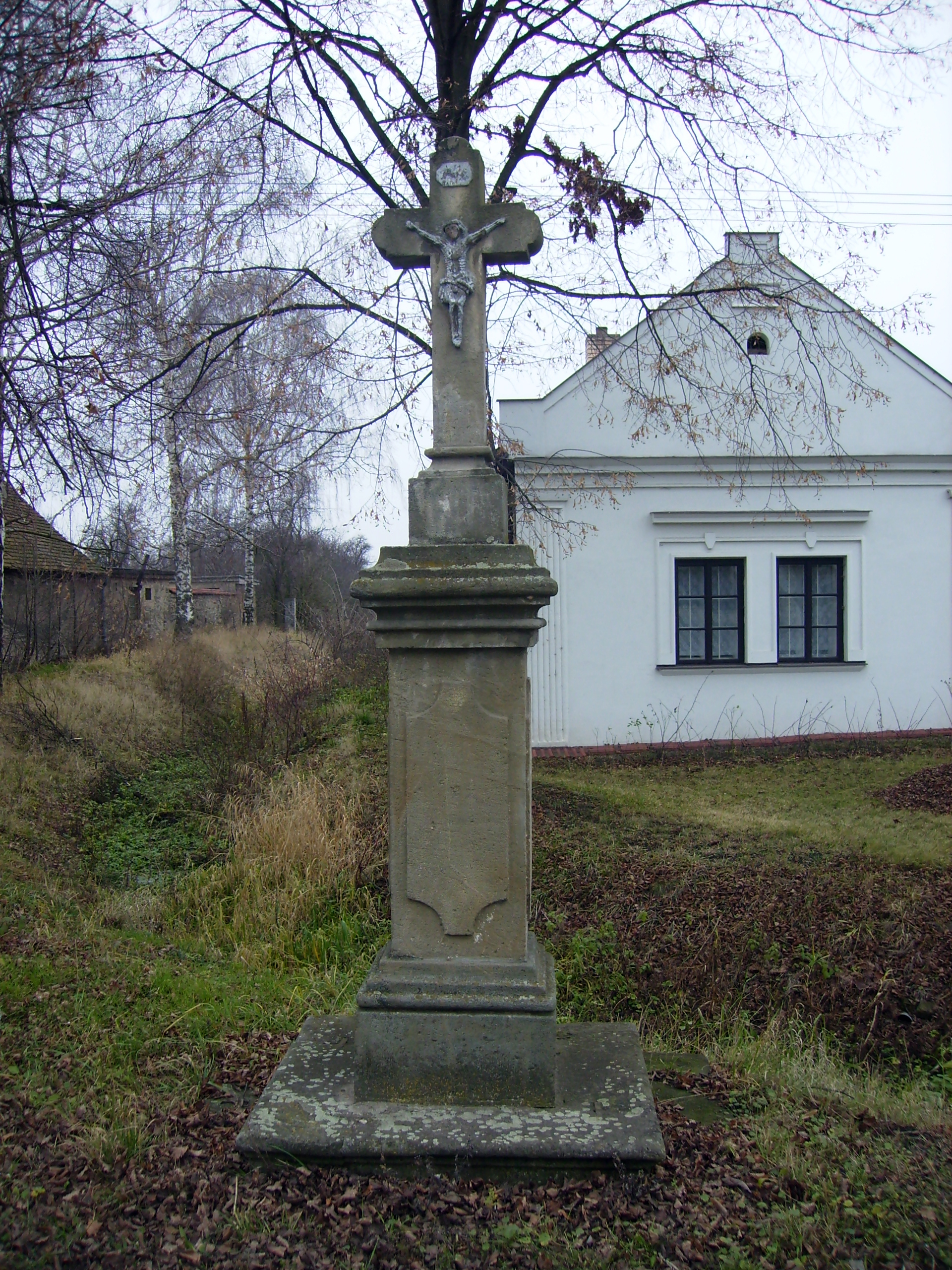
Kruzifix

Archäologische Funde deuten auf eine Besiedlung des Gebietes seit der Altbronzezeit um 2300–2000 v. Chr. hin.
Die erste schriftliche Erwähnung des an der alten Handelsverbindung von Prag nach Poděbrady gelegenen Dorfes erfolgte im Jahre 1320 als Besitz des Stiftes Břevnov. Während der Hussitenkriege beschlagnahmten die Prager 1421 die Güter und verkauften sie an Jan Jiranov. 1437 erhielt Jindřich von Stráž das Dorf zum Pfand und schlug es der Herrschaft Přerov nad Labem zu. Nach dem Ausverkauf der Kammerherrschaft Přerov kam Starý Vestec 1616 zur Kammerherrschaft Brandeis, zu der es bis zur Aufhebung der Patrimonialherrschaften gehörte. 1775 brach in der Gegend ein Bauernaufstand aus, der alle Herrschaften erfasste. Besitzer des Dorfes waren u. a. der kaiserliche Generalbaudirektor Adam Philipp Losy von Losinthal sowie ab 1860 Ludwig Salvator von Österreich-Toskana.
Während des Zweiten Koalitionskrieges schlug von 1799 bis 1800 bei Starý Vestec ein Teil des zur Suworow-Armee gehörigen Petersburger Dragoner-Regimentes Schepelow das Winterquartier auf. Nach der Aufhebung der Patrimonialherrschaften bildete Český Brod ab 1850 eine Gemeinde im Bezirk Český Brod. Während des Deutschen Krieges zogen 1866 preußische Truppen auf dem Weg nach Prag durch das Dorf. Seit 1961 gehört die Gemeinde zum Okres Nymburk. zwischen 1980 und 1990 war Starý Vestec nach Semice eingemeindet. In Starý Vestec hat das Kosmetikunternehmen CHOPA s.r.o. seinen Sitz.

## Gemeindegliederung
Für die Gemeinde Starý Vestec sind keine Ortsteile ausgewiesen.

## Sehenswürdigkeiten
- Kapelle des hl. Wenzel, errichtet 1861
- Ruine der Kapelle der Kreuzerhöhung auf der Břístevská hůra, die 1714 errichtete barocke Kapelle brannte mehrfach ab. Nach dem Brand von 1764 wurde sie wiederhergestellt. 1818 wurde sie erneut durch ein Feuer zerstört und ist seitdem eine Ruine.
- Kruzifix, an der Kapelle
- Gedenkstein für die Gefallenen des Ersten Weltkrieges
- Bauerngehöfte mit historischen Hoftoren